# Barrage du Verney
Pour les articles homonymes, voir Verney.
Le barrage du Verney est un barrage en remblai sur l'Eau d'Olle, situé sur les communes de Oz, Vaujany et d’ 
Allemond dans l'Isère, en France. Il a donné naissance au lac du Verney, réservoir inférieur de la centrale de pompage-turbinage (STEP) de Grand'Maison.

## Chronologie
La construction du barrage a débuté en 1979 pour s'achever en 1984.

## Caractéristiques

### Barrage
Il s'agit d'un barrage en remblai de terre a noyau étanche de 44 m de haut et 430 m de long. Son épaisseur atteint 195 m à la base et 10 m au sommet, pour un volume total de 1,55 million de m3.

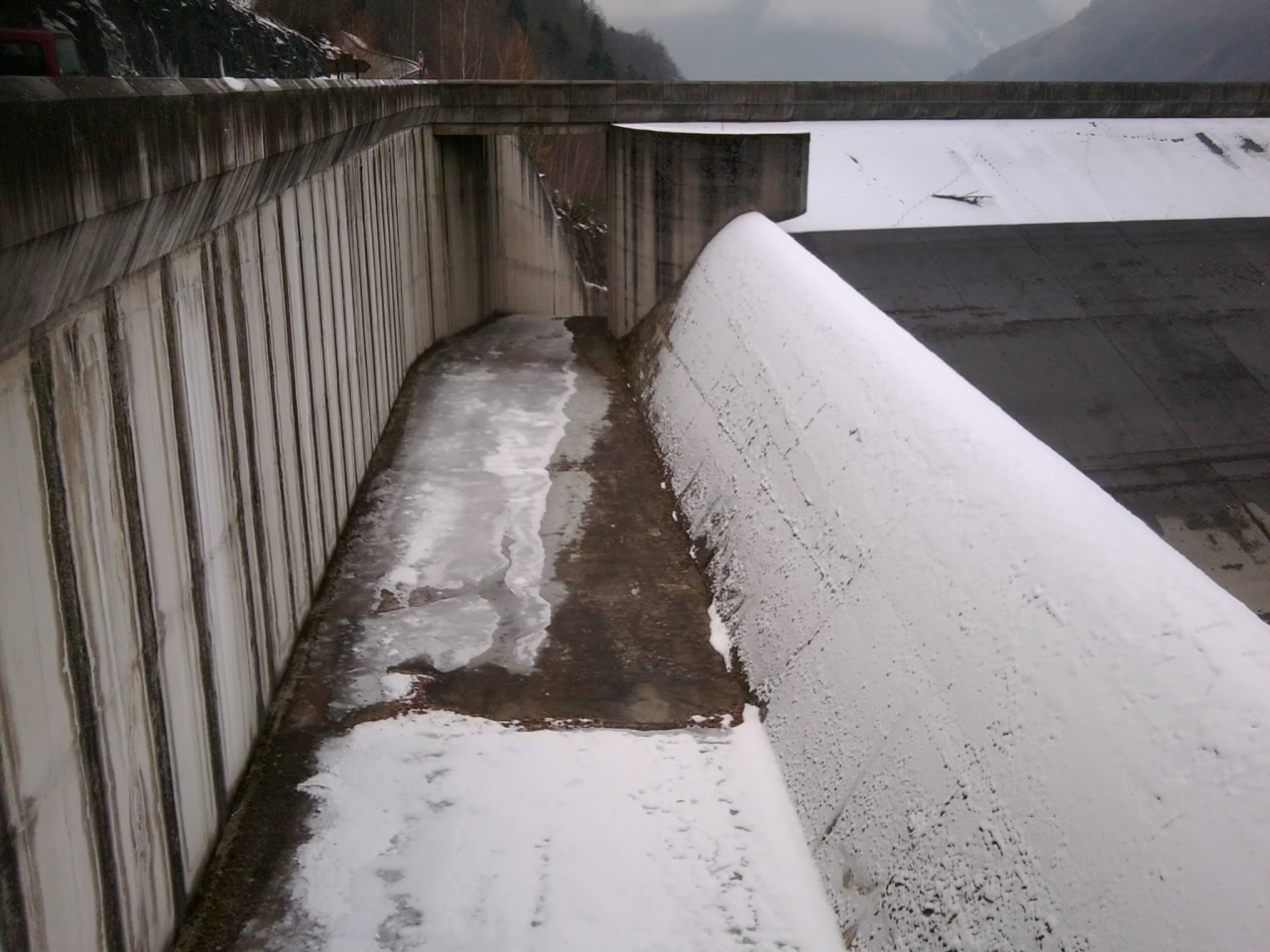
Évacuateur de crues situé à l'extrémité sud-ouest du barrage du Verney.

## Centrale électrique
La retenue formée par le barrage du Verney constitue avec ses 15,4 millions de m3 le réservoir inférieur de la STEP de Grand'Maison, centrale de pompage-turbinage la plus importante de France et d'Europe avec une puissance installée de 1 800 MW, équivalente à 2 réacteurs nucléaires. 
En outre, le barrage du Verney est équipé d'une petite centrale hydroélectrique de 11 MW, permettant de turbiner le débit de l'Eau d'Olle à la sortie de l'aménagement, avant de la restituer à son cours naturel.